# Friska

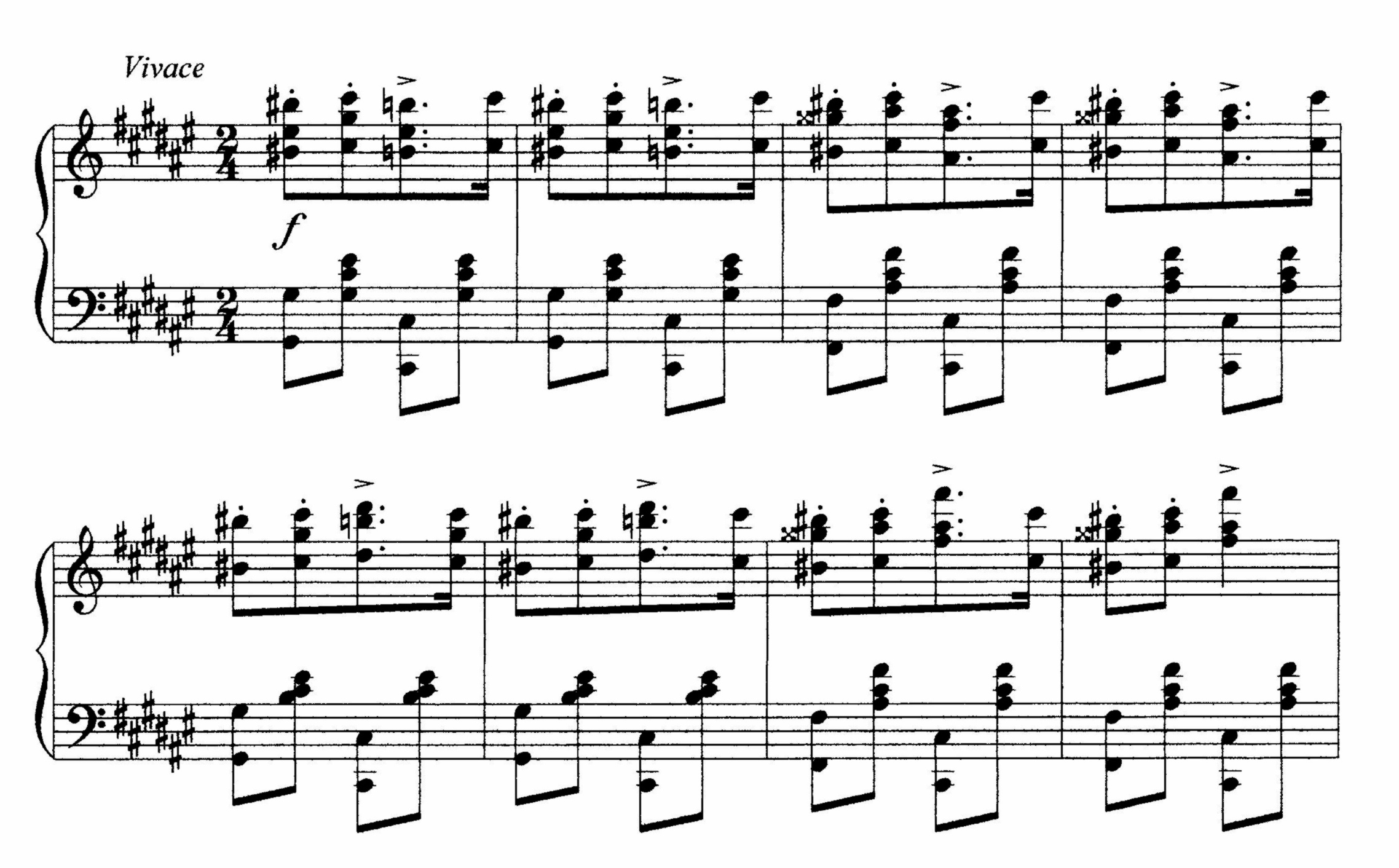
Tema principal da Friska da Rapsódia Húngara n.º 2 de Franz Liszt.

Friska (do húngaro: friss, fresco, pronunciado "frish") é um termo musical utilizado para descrever a parte rápida da csárdás, uma dança folclórica húngara, e da maioria das Rapsódias Húngaras de Franz Liszt, que tomam a forma destas danças. Geralmente, a parte friska é de tom turbulento ou jubiloso. 